# 張有惠
張有惠，中華民國政治人物，澳洲格里菲斯大學榮譽博士。

## 重要經歷
- 臺灣鋁業公司董事長
- 台糖公司董事長
- 行政院秘書長
- 財團法人臺灣武智紀念基金會董事長